# 豊前海
豊前海（ぶぜんかい）は、福岡県東部沿岸から大分県北部沿岸にかけて広がる周防灘（瀬戸内海）の南部海域の俗称である。

## 地理
豊前国北東部の沿岸海域に当たる。周防灘ではなく関門海峡および響灘となる豊前国北西部の沿岸海域は該当しない。
豊前海沿岸は遠浅の海岸で、潮の干満の差が大きいため、広大な干潟が発達しており、有明海、八代海とともに「日本三大干潟」の一つに数えられることもある。植物プランクトンの発生量も、現代の瀬戸内海では比較的に多いため、クルマエビ、ガザミ、シャコ、コチなどの好漁場となっている。しかし、麻痺性貝毒原因プランクトンの発生も確認されている。

## 産業

### 漁業
福岡県側ではカキ（行橋市）や海苔（豊前市、吉富町）の養殖が盛んであり、行橋市および築上町はアサリの産地である。カキや海苔は「豊前海一粒かき」や「豊前のり」として市場に出荷される。

## 自然

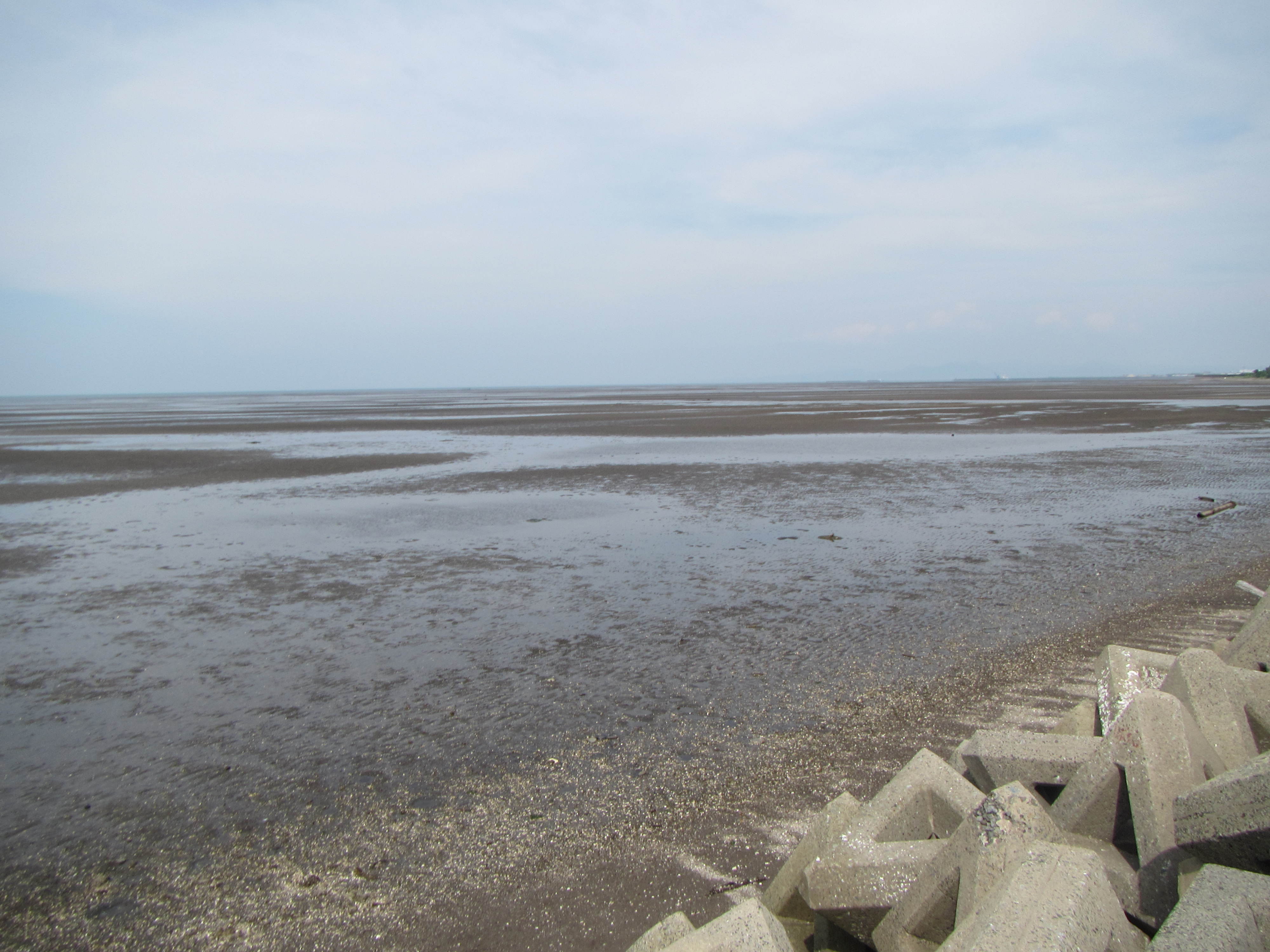
中津干潟

また、北九州市小倉南区の曽根干潟は貴重な野鳥が飛来することで知られており、貴重な自然が残されている日本でも数少ない干潟である。
大分県側の中津市、宇佐市、豊後高田市を中心とする海岸には、中津干潟、和間海岸などの干潟があり、絶滅が危惧されるカブトガニや、アオギス、日本在来種のハマグリなどの希少な生物が生息している。